# Schinkel-Tabernakel von Großgörschen

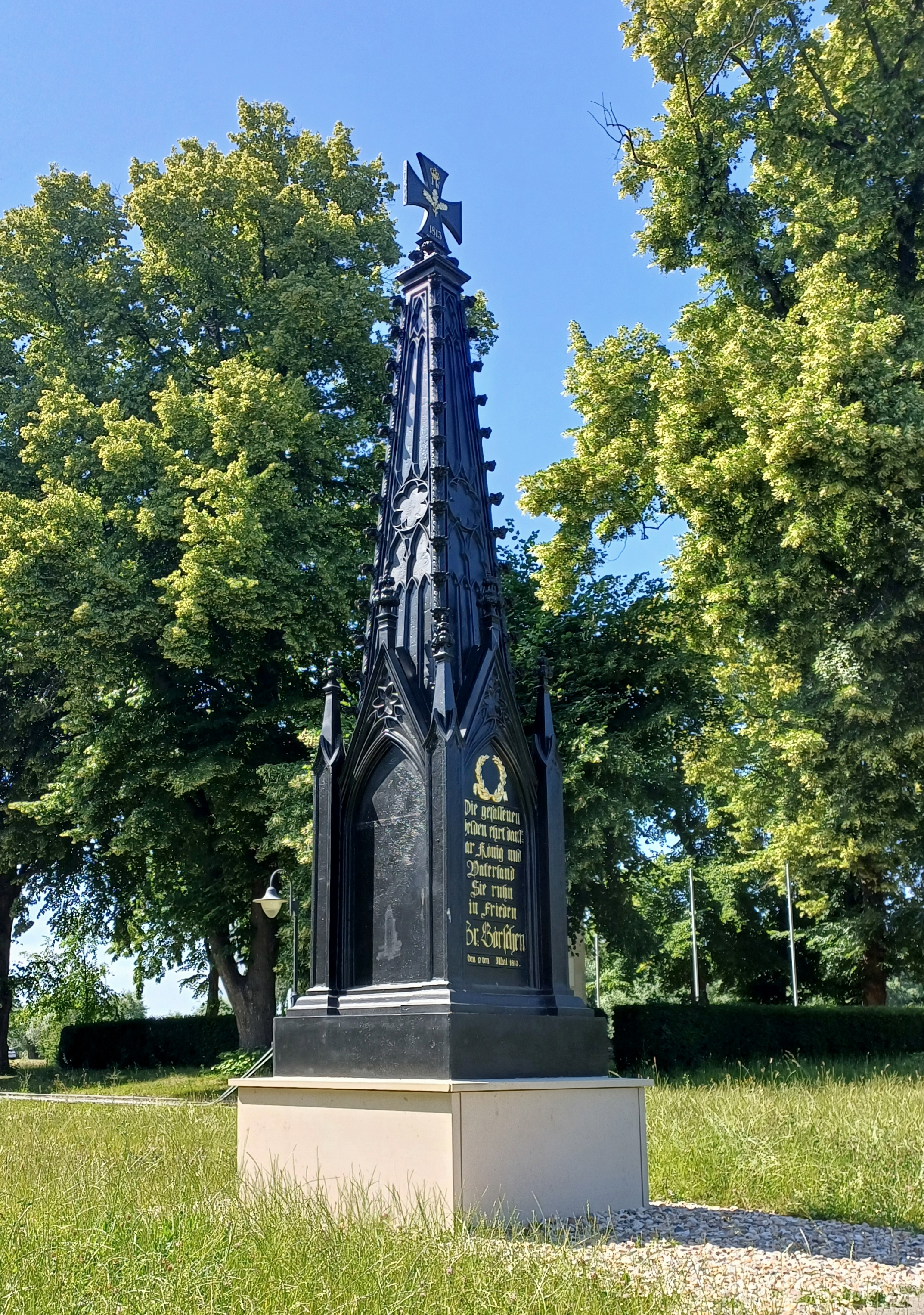
Schinkel-Tabernakel von Großgörschen

Der Schinkel-Tabernakel von Großgörschen ist ein Kriegerdenkmal in Großgörschen (Sachsen-Anhalt) aus Berliner Eisen (französisch Fer de Berlin). Es gehört zu einem Netzwerk von Denkmälern für die Gefallenen der Befreiungskriege, die König Friedrich Wilhelm III. stiftete.

## Beschreibung
Das Denkmal für die siegreichen Schlachten gegen Napoleon wurde in Form eines gotischen Tabernakels 1817 bis 1818 durch die Königlich Preußische Eisengießerei gestaltet. Das Denkmal ist etwa 6 m hoch und 3,5 t schwer. Bekrönt wird es von einem Eisernen Kreuz, dessen Gestaltung, z. B. als Orden, auch auf Karl Friedrich Schinkel zurückgeht. Das Epitaph ist bewusst schlicht gewählt:
|  | Die gefallenen Helden ehrt dank- bar König und Vaterland. Sie ruhn in Frieden. Gr. Görschen Den 2 ten Mai 1813. |

## Geschichte
Das Denkmal wurde in Erinnerung an die Schlacht bei Großgörschen errichtet.
1980 wurde es restauriert und am 7. Oktober 1985 in der Nähe des Scharnhorstdenkmals im Ort Großgörschen aufgestellt. Auf dem Monarchenhügel, dem ursprünglichen Standort, blieb der Sockel des Denkmals erhalten.